# 流網船
『流網船』または『流し網船』（ながしあみせん、原題：Drifters）は、1929年公開のイギリスの中編サイレントドキュメンタリー映画。監督は、イギリス・ドキュメンタリー映画運動を推進したジョン・グリアスン。

## スタッフ
- 監督・編集： ジョン・グリアスン
- 撮影：バジル・エモット

## 公開
- 1929年にロンドンのティヴォリ・パレスで、シネ・クラブ、ロンドン・フィルム・ソサイエティの主催により劇場公開され、エイゼンシュタインも列席した。サー・アーサー・エルトンの記憶によると、「フィンガルの洞窟」が演奏された[2]。
- 公開された時は、イギリス国民に、同胞の労働の現実をありのままに見せた点で大きな衝撃を与えた。また漁民たちの生活を感情的にも再構成された点で、漁民たちへの共感を得た[2]。

## エピソード
- 形容詞である「ドキュメンタリー」という単語を初めて名詞として使ったのはジョン・グリアソンで、ロバート・フラハティの「モアナ」(1926年)の封切批評を書いた時である。